# Nipponosaurus
Genre
Espèce
Nipponosaurus (ce qui signifie « lézard japonais ») est un genre de dinosaure ornithopode lambéosauriné originaire d'Asie qui vivait au Crétacé supérieur il y a environ 85 millions d'années. Ses restes furent découverts en 1930, sur l'île Sakhaline, à l'époque sous domination japonaise.

## Découverte
L'holotype (UHR 6590) fut découvert en novembre 1934 au cours de la construction d'un hôpital pour les mineurs de charbon de la fosse Kawakami (compagnie minière Mitsui) dans la préfecture de Karafuto (maintenant Sinegorsk, Sakhaline, Russie), et du matériel supplémentaire appartenant au même individu fut récupéré au cours de l'été 1937. L'espèce type Nipponosaurus sachalinensis a été nommée et décrite en 1936 par le professeur Takumi Nagao de l'Université impériale de Hokkaido. Le nom générique se réfère à Nippon, le nom japonais du Japon (c'était le premier nom de dinosaure créé en se basant sur une découverte faite sur le territoire japonais - le sud de la Sakhaline a été annexé par l'Union soviétique en 1945). Le nom spécifique fait référence à la Sakhaline. En 1938, Nagao a consacré un deuxième article sur l'espèce.

## Caractéristiques
L'échantillon a été trouvé dans le groupe du Haut-Yeso datant de la fin du Santonien et du début du Campanien) UHR 6590 se compose d'un maxillaire et dentaire gauches, d'un pariétal, de différents éléments du crâne, de treize vertèbres cervicales, de six vertèbres dorsales, de deux vertèbres sacrées, d'une série de 35 vertèbres caudales, d'une omoplate gauche, des parties distales des deux humérus, la plupart des éléments des extrémités des membres antérieurs, une ischion, un ilion gauche et la plus grande partie des membres postérieurs. Bien que la qualité de conservation des os soit généralement pauvre, le squelette est estimé récupéré à 60 %. Il reste néanmoins l'un des lambéosaurinés les plus mal connus.
Nipponosaurus a été récemment redécrit par Suzuki en 2004. Il caractérise ce taxon ainsi : « processus coronoïde robuste du surangulaire, léger développement du processus épineux de l'axis, et forte déviation du bord latéral de la première phalange du quatrième doigt »
Suzuki a déterminé que l'holotype était un individu subadulte, mesurant environ quatre mètres de longueur. Une analyse cladistique (Suzuki et al, 2004;. Pp 160-161) place Nipponosaurus sachalinensis très proche du bien connu Lambeosaurinae d'Amérique du Nord Hypacrosaurus altispinus. Ils ont nié que ce taxon était un nomen dubium comme plusieurs auteurs l'avaient conclu. Ce qui a été confirmé par plusieurs études, dont la dernière en date est de F. M. Dalla Vecchia en 2020,.